# Saburai (Ort)
Saburai ist ein osttimoresischer Ort im Suco Saburai (Verwaltungsamt Maliana, Gemeinde Bobonaro). Er befindet sich im Westen der Aldeia Tazmasac, auf einer Meereshöhe von 621 m. Östlich liegt das Dorf Taz, südlich das Dorf Maloi und nördlich ein nach Osten verlaufender Seitenarm des Malibacas, der grob die Grenze des Sucos Saburai bildet. Nach Westen führt die Straße nach Maliana.
Im Ort befindet sich der Stützpunkt Kalohan der Unidade de Patrulhamento de Fronteira (UPF). Der Stützpunkt Saburai 2 befindet sich südwestlich vom Dorf Saburai.